# كريستوف سبيتشر
كريستوف سبيتشر ، من مواليد 30 مارس 1978 في وولهوسن في سويسرا ، لاعب كرة قدم سويسري.
يلعب مع نادي إينتراخت فرانكفورت الألماني في عام 2005.
بدأ باللعب مع منتخب سويسرا لكرة القدم في عام 2003.

## روابط خارجية
- كريستوف سبيتشر على موقع الاتحاد الدولي (مؤرشف)  (الإنجليزية)
- كريستوف سبيتشر على موقع الاتحاد الأوربي (الإنجليزية)
- كريستوف سبيتشر على موقع قاعدة بيانات كرة القدم.إي يو (الإنجليزية)
- كريستوف سبيتشر على موقع بيانات كرة القدم. دي إي (الألمانية)
- كريستوف سبيتشر على موقع ناشيونال فوتبول تيمز (الإنجليزية)
- كريستوف سبيتشر على موقع Soccerway.com (الإنجليزية)
- كريستوف سبيتشر على موقع عالم كرة القدم.نت (الإنجليزية)
- كريستوف سبيتشر على موقع كووورة
- كريستوف سبيتشر على موقع AS.com (الإسبانية)